# 山口市交通局

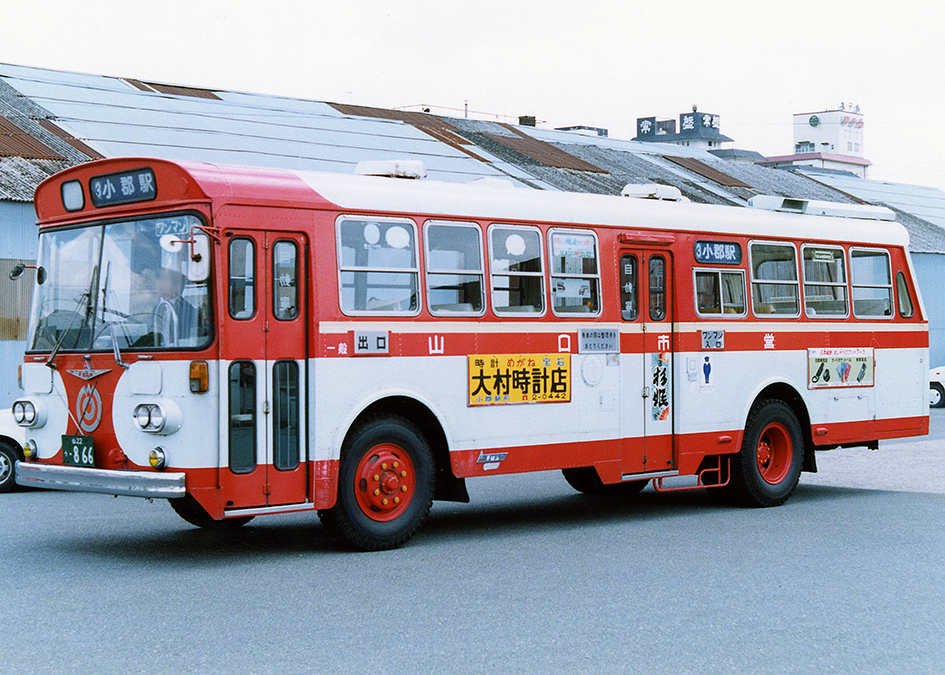
一般路線車

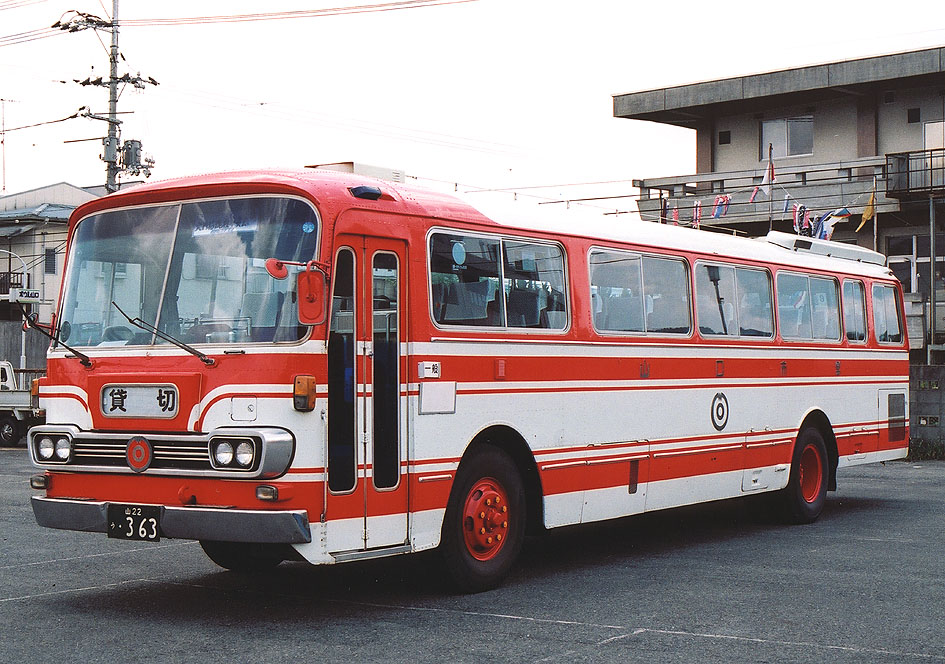
貸切兼用車両

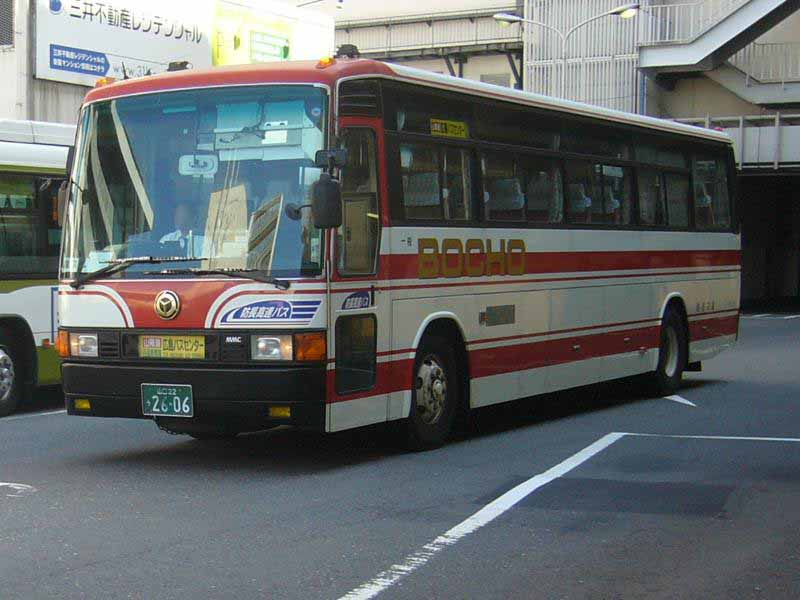
山口市営バス時代の塗色のまま使用される防長交通への譲渡車両（2007年撮影）

山口市交通局（やまぐちしこうつうきょく）は山口県山口市にかつて存在した地方公営企業。1999年まで公営バスの運行を行っていた。

## 概略
廃止直前まで旧山口市および旧小郡町・旧秋穂町一帯に路線網を持っていた。最盛期には近接する宇部市、旧阿知須町（現・山口市）、厚狭町（現・山陽小野田市）、美東町・秋芳町（現・美祢市）まで路線網を広げたほか、山口宇部空港へのリムジンバスの運行も行っていたが、1980年代に入り、いわゆる行政改革の一環で路線網を徐々に縮小。1999年にはついに公営企業としての存続を断念、全路線・施設を防長交通に譲渡して解散となった。
現在、当時の交通局（宮野車庫）は防長交通山口営業所となり、防長交通が旧山口市交通局の路線をほぼ維持しながら運行が行われている。

## 沿革
- 1942年（昭和17年）8月5日 - 山口市会において「自動車運輸事業に関する件」を可決。
- 1943年（昭和18年）3月 - 山口市運輸水道局が発足。山口定期自動車、安田貞夫（個人事業）および防石鉄道自動車運輸部のバス路線を譲受し山口市営バスの運行を開始する。
- 1950年（昭和25年）2月 - 宇部市営バスとの相互乗り入れ開始。長距離貸切バス事業を開始（山口県下初）。
- 1952年（昭和27年）6月 - 地方公営企業法施行に伴い地方公営企業に移管、山口市公営企業局発足。
- 1959年（昭和34年）10月 - 公営企業局を改組（水道事業を分離）、山口市交通局発足。
- 1995年（平成7年）3月 - 新局舎竣工。本局が葵町（湯田温泉近く）から宮野下1277番地6へ移転。
- 1998年（平成10年）3月 - 事業廃止申請。
- 1999年（平成11年）3月 - 事業廃止許可、事業廃止。

## 車両
- 車両の塗色は一貫して白地に赤のストライプの入ったものであったが、防長交通への移管後もほぼ当時のままの状態[1]で運行が続けられている。なお、ノンステップバスは防長交通への移管後に導入が始まったため、防長の他路線と同じ塗色（白地に黄緑色の斜めストライプ）の車両となっている。譲渡車両は基本的にそのまま山口営業所所属となっているが、一部の車両は当時の塗色のまま一時他の営業所に移籍していたほか、貸切用車両は高速・長距離路線用に改造して用いられている。
- 路線車は三菱製が大半で、一時西工ボディ車が多数あった。他には日野製、いすゞ製があった。
- 貸切車も三菱製が大半で、他には日野製があった。

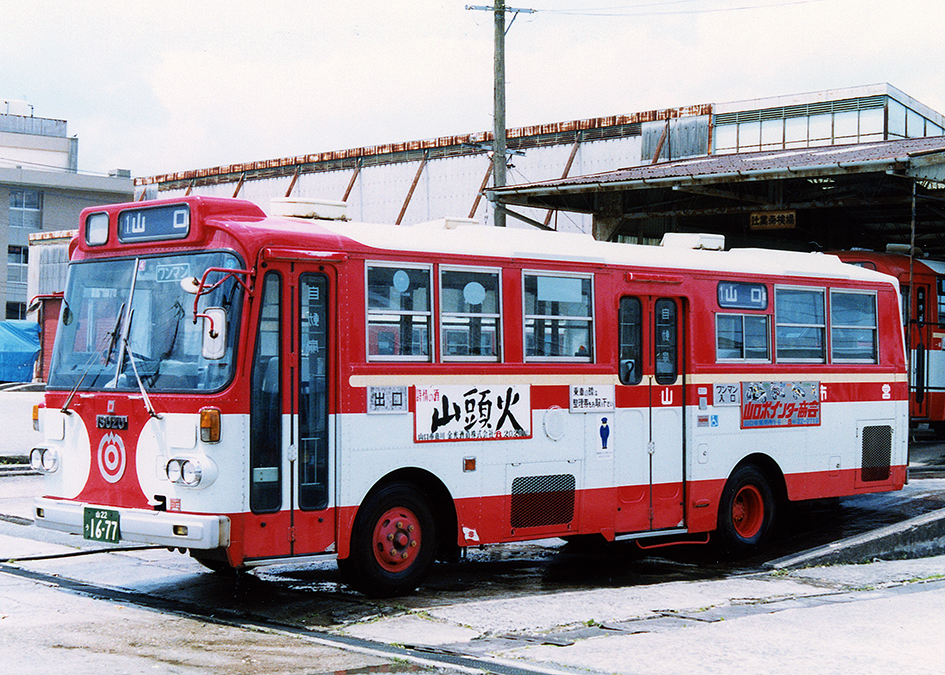
路線車（いすゞ）
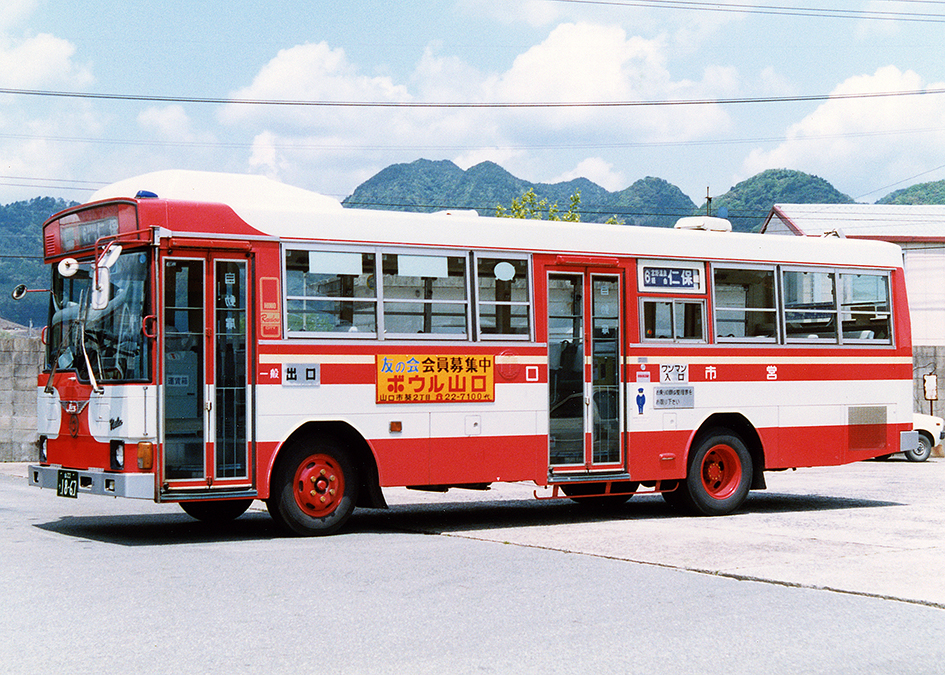
路線車（日野）

## 余談
- 開設にあたっては当時運輸通信省自動車局長だった佐藤栄作（後の内閣総理大臣）の尽力が大きかったと言われている。[要出典]
- かつて葵町にあった本局跡地は現在自動車教習所となっている。